# L'androide Abramo Lincoln
L'androide Abramo Lincoln (We Can Build You), edito in italiano anche come A. Lincoln, androide e Abramo Lincoln androide, è un romanzo di fantascienza scritto nel 1962 (titolo originario The First in Your Family) da Philip K. Dick. Venne pubblicato per la prima volta con il titolo A. Lincoln, Simulacrum sulla rivista statunitense Amazing Stories come romanzo a puntate (novembre 1969 e gennaio 1970).

## Trama
(Philip K. Dick)
Il romanzo è ambientato nel futuro dell'anno 1982. Louis Rosen, socio di una piccola ditta specializzata nella produzione di spinette e organi elettronici, la Frauenzimmer Piano Company, decide di provare a mettere in vendita un nuovo prodotto: riproduzioni robotiche di americani famosi.
Vengono realizzati i primi prototipi tra cui Edwin M. Stanton, ministro della guerra di A. Lincoln, e la replica dello stesso Presidente degli Stati Uniti d'America, quest'ultimo su progetto di Pris Rock, figlia adolescente schizofrenica del socio di Louis.
Le repliche sono talmente perfette da avere una loro propria personalità, spesso più umana e reale degli umani che li hanno costruiti. L'unico ad avere interesse al loro acquisto è Sam K. Barrows, un avido multimilionario che li vuole utilizzare all'interno di un misterioso progetto di speculazione edilizia sulla Luna. Ma i due simulacri si dimostreranno presto molto difficili da gestire.
I loro pensieri e le loro volontà andranno a intaccare l'equilibrio mentale di tutti i protagonisti, in particolare quello di Louis, intrappolato in una disperata e allucinante storia d'amore con Pris.

## Edizioni
- Philip K. Dick, We Can Build You, DAW Books, 1972,  p. 206.
- Philip K. Dick, A. Lincoln, Androide, collana Gamma. Il Fantalibro. n° 16, De Carlo Editore, 1976.
- Philip K. Dick, L'androide Abramo Lincoln, collana Collezione Dick n° 26, Fanucci Editore, 2005,  p. 304.
- Philip K. Dick, L'androide Abramo Lincoln, collana Collezione Dick n° 25, Fanucci Editore, 2007,  p. 288. Edizione speciale venticinquesimo anniversario